# إدارة تعليم مدينة نيويورك
إدارة تعليم مدينة نيويورك (New York City Department of Education, والتي عرفت سابقاً باسم: الهيئة التعليمية المدينة نيو يورك, Board of Education of the City of New York) هي مجموعة كبيرة من المدارس الحكومية في مدينة نيويورك الأمريكية تديرها حكومة الولاية، وهي تمثل أكبر اتحاد وتنظيم مدارس في الولايات المتحدة الأمريكية بعدد طلابها البالغ 1.1 مليون الذين يَتلقون التعليم في ما يُقارب 1700 مدرسة حكومية تنتشر في المدينة. وتعمل هذه الإدارة في كافة أحياء مدينة نيويورك الخمس.
يُدير هذه الإدارة التعليمية «رئيس مدارس مدينة نيويورك»، والرئيسة الحالية لهذا المنصب هي «كاثي بلاك» التي عينها المُحافظ مايكل بلومبيرغ في عام 2010 وُمنحت الإدارة في يناير 2011. بسبب الحجم الهائل لهذا الإدارة فهو يَحوي طلاباً يَبلغ تعدادهم 1.1 مليون شخص مما يَتجاوز عدد السكان في ثماني ولايات أمريكية مُجتمعة، لذا فربما تكون إدارة مدينة نيويورك للتعليم أضخم وأهم تنظيم مدارس في الولايات المتحدة مع حجمها الهائل هذا.

## التاريخ

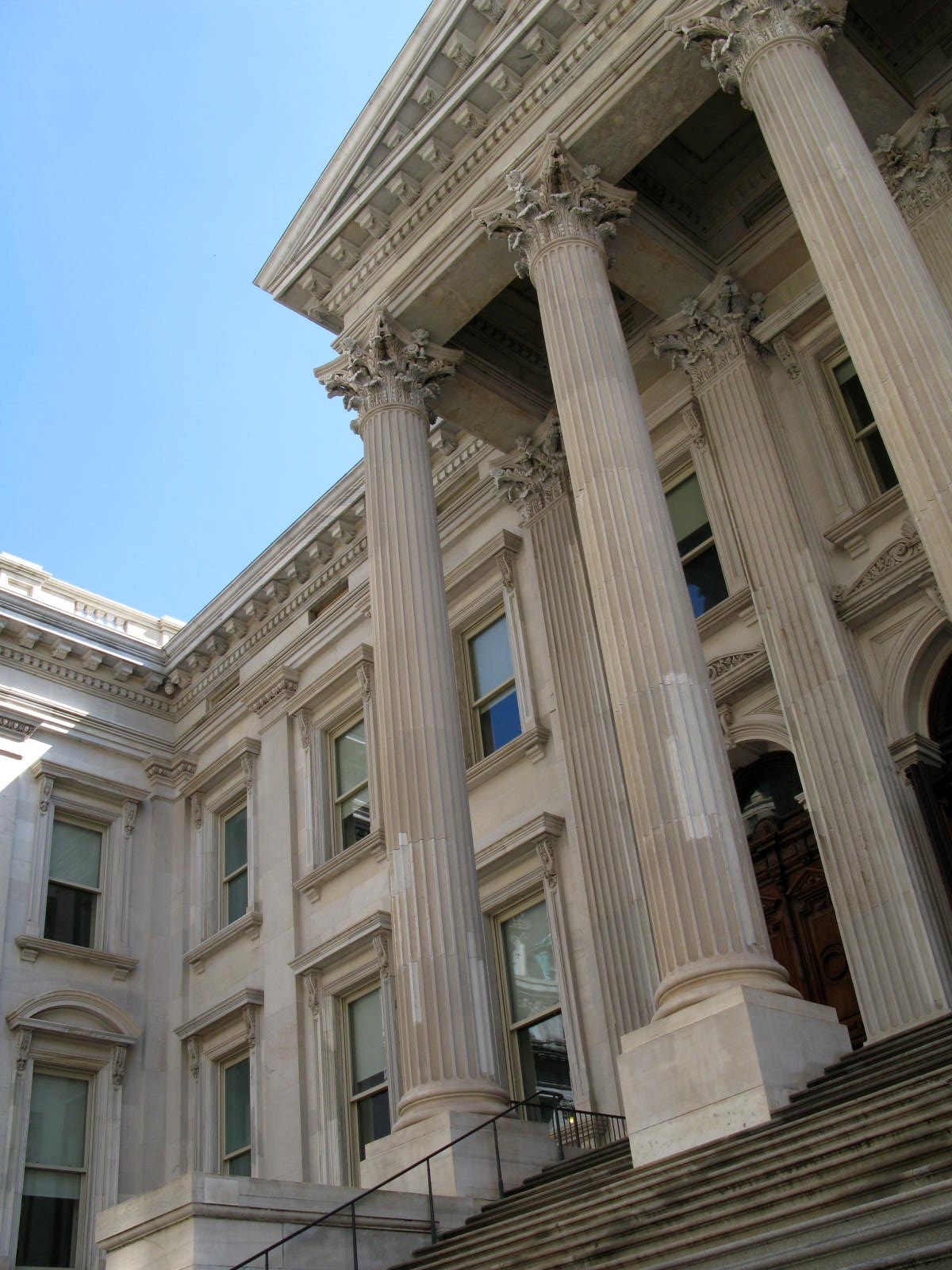
صورة التطقت عام 2008 لمقر إدارة تعليم مدينة نيويورك في تويد كورثاوس.

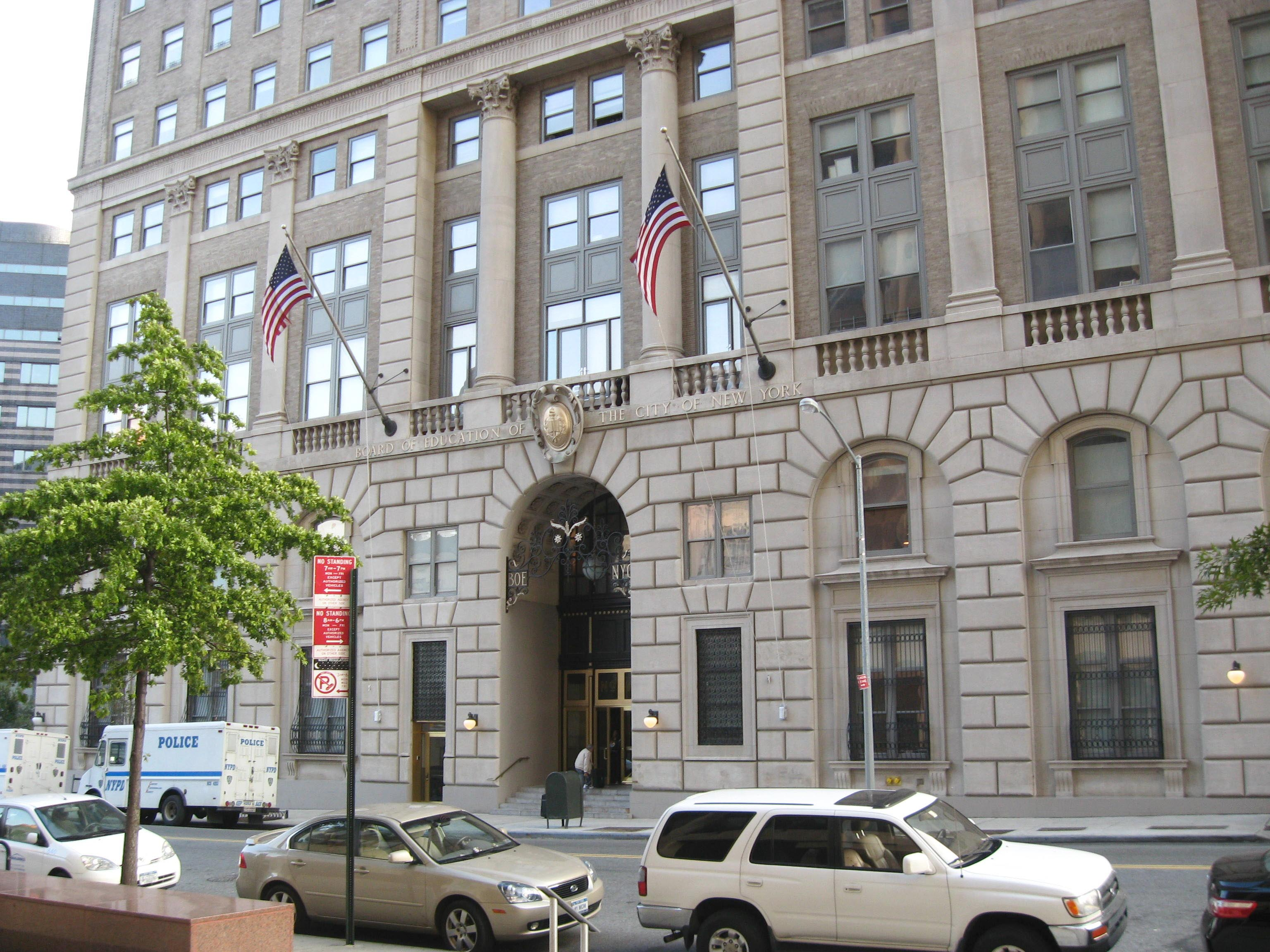
مقر إدارة التعليم السابق في شارع ليفينغستون 110.

تنازل مُحافظ مدينة نيويورك جون ليندسي في عام 1969 وكجزء من سلسلة من الأعمال وتحقيقات المطالب لكسب رضا الشعب عن حق إدارة المحافظين للمدارس، وسلم هذا الأمر إلى مجلس مدينة نيويورك للتعليم (وهو مجلس يَتألف من سبع أعضاء يُعينهم المُحافظ ورؤساء بلدية مدينة نيويورك الخمس) و32 مجلس مدرسي آخر يَتألفون من أفراد شعب مُنتخبين. وقد سُلمت مهمة إدارة المدارس الابتدائية والمُتوسطة إلى مجالس الشعب هذه، أما المدارس الثانوية فكانت وظيفة مجلس التعليم.
لاحقاً في عام 2002 أعيد تنظيم إدارة المدارس في المدينة. فقد أعيدت مهمة إدارة المدارس في المدينة إلى عاتق المحافظ الذي بدأ بتغيير نظام إدارتها وإعادة تنظيمه على أمل تسحينه وتطويره، فحل مجالس الشعب المدرسية وألغاها وغير اسم «ملجس التعليم» إلى «إدارة التعليم». وبالإضافة إلى ذلك نقل مقر إدارة التعليم من «شارع ليفينغستون 110» في وسط المدينة بروكلين إلى مبنى «تويد كورثاوس» المجاور لقاعة مدينة نيويورك في مانهاتن.
فشل أعضاء مجلس الشيوخ في ولاية نيويورك بإبقاء إدارة مدارس الولاية في يَد المحافظ عند إعادة النظر في هذا القانون بتاريخ الساعة 12:00 حسب التوقيت المحلي يوم 1 يوليو 2009 نتيجة للتنافس الذي كان جارياً بين الأحزاب الديمقراطية والجمهورية في الرئاسة، مما أعاد الإدارة على الفور إلى مجالس التعليم القديمة التي سادت قبل حلها عام 2002. وقد أعلن المُحافظ مايكل بلومبيرغ بعد ذلك أن الجلسات المدرسية الصيفية ستعقد بحرية دون تدخل منه، مما وضح خسارته للسيطرة على الإدارة المدرسية في المدينة. لكن بالرغم من ذلك فقد أقر مجلس شيوخ الولاية في 6 أغسطس 2009 بأن مسؤولية إدارة المدارس ستعود إلى يد المحافظ لست سنوات أخرى لن يَختلف الوضع خلالها كثيراً عما كان بين عامي 2002 و2009.

## المدارس والتنظيم
تتبع جميع المدارس الابتدائية والمتوسطة في مدينة نيويورك نظام «المناطق المَحدودة»، بما في ذلك المدارس التابعة لإدارة تعليم نيويورك. أما بالنسبة للمدارس الثانوية فهيَ تختلف من منطقة إلى أخرى، فكافة الثانويات الواقعة في جزيرة ستاتن وبعض أجزاء بروكلين وكوينز محدودة، أما ثانويات مانهاتن وبعض أجزاء برونكس بالإضافة إلى الأجزاء الباقية من بروكلين وكوينز فهيَ ليست محدودة، فبدلاً من ذلك لا بد للطلاب أن يُقدموا طلباً بأنفسهم للمدارس الثانوية التي يَختارونها.
تشرف على المدارس الثانوية التابعة لإدارة تعليم نيويورك مجالس الشعب ومُراقبو المدرسة الذين يُسلمون تقاريرهم إلى المدير. وتتبع جميع هذه الثانويات فلسفة «حركة المدارس الصغيرة»، فهيَ تعتمد على إنشاء مبنى ضخم مُوحد تضع داخله عدة مدارس صغيرة تأخذ كل واحدة منها حيزاً محدوداً من البناء الرئيسي الكبير. وقد أعيد تصميم عدد من المدارس القديمة لكي تحوي ما يَتراوح من 5 إلى 8 مدارس صغيرة ضمنها، وتتشارك هذه المدارس في الكثير من الأحيان فرق الرياضة والأنشطة الأخرى التي تحتاج للقيام بها إلى مدرسة بأكثر من 400 طالب.

## الملاحظات
1. ↑  المدارس المَحدودة (بالإنجليزية: Zoned School)‏ هيَ مدارس لا يُمكن أن يَنتسب إليها إلا الطلاب الذين يُقيمون في نطاق مُحدد حول المدرسة يُحدد بعنوان المنزل، وإذا كان يَقع بيت طالب ما خارج هذه النطاق فليس بإمكانه الانتساب إلى المدرسة.

## وصلات خارجية
- إدارة تعليم مدينة نيويورك. (بالعربية)
- إدارة تعليم مدينة نيويورك (بالإنجليزية).
- NYCDOE Office of School Support Services (بالإنجليزية)